# Nuraghi del territorio di Torpè
I nuraghi del territorio di Torpè costituiscono un sistema di nuraghi distribuito lungo la valle del rio Posada, quasi interamente nel versante della sponda sinistra. L'elemento più importante di questo sistema è il nuraghe San Pietro. 

## Nuraghe Betzu
Nuraghe Betzu si trova su un’altura a mezza costa del monte Ruju; dal sito sono visibili il monte Albo e le colline attorno alle pianure di Cùcuru 'e Luna. Il monumento è attualmente per la maggior parte diroccato, tanto che non è chiara la struttura originale. Sono conservati un bastione di circa 3 m di altezza, inserito in una parete di roccia granitica e una serie di massi disposti lungo il perimetro della base della torre, probabilmente l’unica del nuraghe. 

## Nuraghe Predas Rujas I, Predas Rujas II e Predas Rujas III

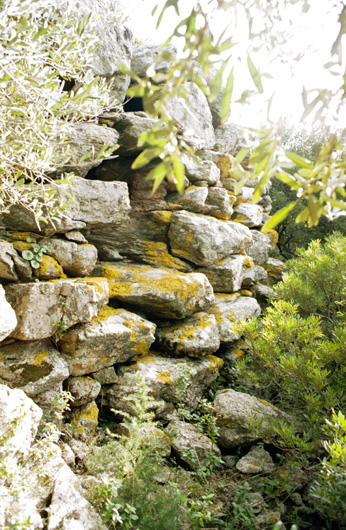
Nuraghe Predas Rujas 2. Muro del nuraghe parzialmente coperto dalla vegetazione

Si tratta di una serie di tre nuraghi distanti poche centinaia di metri l’uno dall’altro che prendono il nome dalla collina su cui sono ubicati. Di Predas Rujas I non rimangono che le basi di due torri e di una scala. Alberto Pala suppone che questo nuraghe potesse essere la roccaforte di un sistema di fortificazioni che controllavano tutta la zona, vista la posizione strategica delle tre costruzioni. Infatti, da ognuna di esse sono visibili le altre, in modo da rendere semplice la difesa. Nuraghe Predas Rujas II si trova a ovest rispetto al precedente ed è costituito soltanto da alcune fila di massi sparsi intorno al monumento. Nuraghe Predas Rujas III si trova sul cocuzzolo della collina; il suo ingresso conduce a un corridoio che si affaccia su una camera a pianta circolare, che costituiva probabilmente il mastio centrale della struttura, in cui è presente una nicchia.  

## Nuraghe Rampinu
Il nuraghe Rampinu si trova a circa 300 m dal nuraghe Betzu ed è collocato su uno spuntone granitico che sovrasta a nord la piccola piana di Càstala. L’ingresso del monumento è ostruito da un arbusto di lentisco e da detriti. Sopra l’architrave d'ingresso è presente, come sempre, una finestrella per lo scarico del peso sui lati dell’architrave, anch’essa lesionata a causa dei crolli. Il nuraghe si è probabilmente conservato in ottimo stato fino alla metà del Novecento. Infatti, degli scavi da parte di tombaroli alla fine degli anni settanta del secolo scorso l’hanno gravemente danneggiato, ma nonostante ciò si riescono a distinguere due vani e una scala che collega l’ingresso con il vano superiore del mastio centrale, in cui è presente una nicchia che si è conservata in buono stato. 

## Nuraghe de Sa Menta
Il nuraghe de Sa Menta si trova sulla cima di un promontorio collinare a ovest del lago della diga sul rio Posada. Di questo monumento resta solo una serie di grossi blocchi di granito che ne componevano la base. Il nuraghe si trovava in discreto stato fino agli anni settanta del secolo scorso, fino a quando l'azione dei cercatori di tesori lo danneggiò. Probabilmente anche in anni più lontani, pastori e contadini avevano già sottratto parte delle pietre, come è accaduto in tanti altri nuraghi e monumenti dell’isola. 

## Nuraghe de Sa sedda de sas crejuras
Il nuraghe è situato in località Sa sedda de sas crejuras, che si trova circa 3 km dal centro abitato di Torpè. Dell’antico nuraghe restano solo alcune file di massi che, probabilmente, ne componevano la base. Il sito oggi è completamente invaso e coperto dagli arbusti di macchia mediterranea. Non essendo stato sottoposto a scavi e studi archeologici, non è possibile determinarne le caratteristiche originali, anche se a prima vista si potrebbe pensare a un monumento monotorre. 

## Nuraghe de Santu Juanne
Il nuraghe de Santu Juanne faceva probabilmente parte di un sistema di controllo e difesa della via di comunicazione verso l’entroterra: infatti si trova sul cocuzzolo della collina che sovrasta da ovest la gola del guado fluviale di San Giovanni. Il monumento è completamente diroccato e solo il ritrovamento di alcuni cocci di ceramica e un pestello in pietra fluviale testimoniano la frequentazione del sito in epoca nuragica. Il nuraghe di San Giovanni e quello de Sa sedda de sas crejuras sono gli unici monumenti collocati sulla sponda destra del fiume. 

## Nuraghe Tilibbas

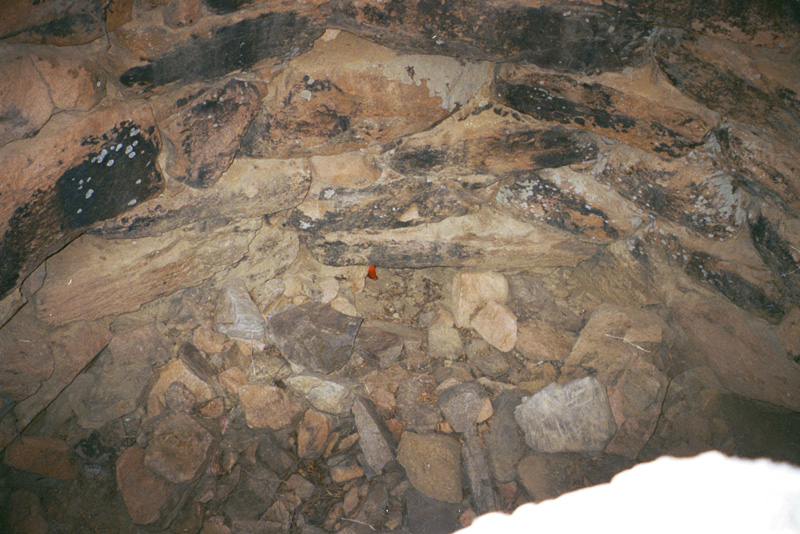
Nuraghe Tilibbas, torre in massi trachitici di grandi dimensioni

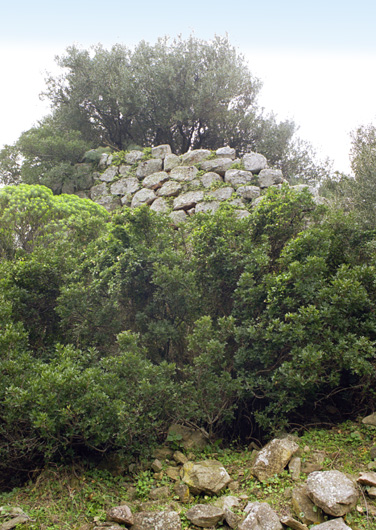
Nuraghe Tilibbas, la torre quasi completamente ricoperta da arbusti e da piante di olivastro

Nel territorio a nord del corso fluviale, non lontano dai nuraghi di Predas Rujas, ma nella parte inferiore del declivio dell’alta collina di Cùcuru 'e Luna, spostandosi verso est, si trova il nuraghe Tilibbas. Si tratta di un nuraghe apparentemente monotorre, coperto da arbusti di macchia mediterranea e olivastri che ne impediscono la vista completa. Esso ha probabilmente la torre più alta e meglio conservata tra i nuraghi del territorio e sarebbe auspicabile un lavoro di ricerca e di restauro che ne mettesse in evidenza l’imponenza architettonica. Visitato da Taramelli nei primi anni del Novecento, ha subito alcuni crolli nel periodo successivo, probabilmente causati dall’opera di scavo di tombaroli e cercatori di tesori. Taramelli infatti così lo descriveva: "Nuraghe Tilibbas, su un colle a m. 105 presso il confine con Posada; si erge ancora come una torre; l’ingresso è ingombro di massi crollati, si accede attraverso un pertugio nella cupola, ancora in gran parte conservata. Si vedono le tre nicchie nella parete della cella maggiore". Rispetto alla descrizione dell’insigne archeologo, la situazione del nuraghe appare peggiorata: la thòlos della torre ha subito dei crolli e il pertugio della cupola è diventato una voragine. Sul declivio che scoscende a sud il nuraghe è protetto da un terrazzamento costruito con massi di grandi e medie dimensioni.  
Il materiale di costruzione del nuraghe e del terrazzamento è la trachite rossa locale, probabilmente estratta, a poche centinaia di metri dal sito, dall’emergenza trachitica denominata "Sa ria 'e sos turcos" che scende dalla sommità della collina fino a valle. Sa ria 'e sos turcos è stata con buone probabilità la cava principale per la realizzazione dei nuraghi trachitici del territorio. 

## Nuraghe Ulìana
Costruito in una posizione strategica, vicino al guado fluviale di San Giovanni, dove il fiume percorre una stretta gola tra due colline, il nuraghe Ulìana consente di controllare l’ampio territorio vallivo ad est fino al mare e lo stretto passaggio a ovest verso l’interno. L’edificio si presenta coperto da detriti, che si sono accumulati intorno alle pareti esterne, e da massi. Nonostante i crolli ne abbiano compromesso una visione completa, si capisce facilmente che si tratta di un nuraghe trilobato. Nella camera del mastio, realizzata con grossi massi di scisto locale, sono ancora visibili due nicchie quasi integre, mentre le altre torri sono per buona parte coperte da macchia mediterranea e da olivastri che ne stanno minando definitivamente la struttura.